# Michael Ludwig
Michael Ludwig (Viena, 3 d'abril de 1961) és un polític austríac del Partit Socialdemòcrata (SPÖ). Des del 24 de maig de 2018 és l'alcalde de la ciutat de Viena. Des del gener de 2018, també ocupa la presidència municipal del partit a Viena.
Anteriorment, havia estat regidor d’Habitatge, Construcció i Renovació Urbana des del gener del 2007 fins a la seva elecció com a alcalde. També va ser segon tinent d'alcalde de Viena des de març de 2009 fins a octubre de 2010.